# Henckelia oblongifolia
Henckelia oblongifolia là một loài thực vật có hoa trong họ Tai voi (Gesneriaceae). Loài này có trong khu vực Ấn Độ (Assam), miền bắc Myanmar, Trung Quốc (Vân Nam).

## Lịch sử phân loại
Nó được William Roxburgh mô tả khoa học đầu tiên năm 1832 với danh pháp Incarvillea oblongifolia.
Năm 1840, Augustin Pyramus de Candolle định danh nó thành Babactes oblongifolia với nội dung như sau "2. Babactes. DC. prodr. Mss. – Sp. 1: B. oblongifolia, DC. (Incarvillea oblongif., Roxb. fl. Ind. 3. p. 113.)". Năm 1957, James Sinclair chuyển nó sang chi Chirita với danh pháp Chirita oblongifolia.
Năm 2011, D.J.Middleton & Mich.Möller chuyển nó sang chi Henckelia.